# Aptychotrema
Aptychotrema es un género de peces de la familia de los Rhinobatidae en el orden de los Rajiformes. 

## Especies
- Aptychotrema rostrata (Shaw, 1794)
- Aptychotrema bougainvillii (Müller & Henle, 1841)
- Aptychotrema timorensis (Last, 2004)
- Aptychotrema vincentiana (Haacke, 1885.]])[1][2]